# Porto Rico nos Jogos Pan-Americanos de 2015
Porto Rico competiu nos Jogos Pan-Americanos de 2015 em Toronto de 10 a 26 de julho de 2015. O país competiu em 29 esportes com 255 atletas e conquistou 1 medalha de ouro.